# Donna Culver Krebbs
Donna Dowling (született McCullum; korábban Culver és Krebbs) a Dallas című sorozat egyik szereplője, megszemélyesítője Susan Howard volt, és 1979-től egészen 1987-ig szerepelt a sorozatban.

## Történet
Donna, egy intelligens, ambiciózus ember. A nála sokkal idősebb Sam Culver politikus felesége volt. Házasságuk során viszonya volt Ray Krebbsszel, aki munkavezető volt Southforkban. Annak ellenére, hogy halálosan szerelmes volt Raybe, és rájött, hogy ő az igazi, Donna úgy döntött, hogy Sammel marad, mivel haldoklott. Sam halála után, újra összejöttek Rayjel, aki megkérte a kezét, de ő visszautasította a házassági ajánlatot, mert úgy érezte, hogy ez túl korai Sam halála után. Donna ezután röviden romantikus kapcsolatba került Cliff Barnesszal, de kapcsolatuknak hamar vége lett bizonyos üzleti viták miatt. Donna ezután feleségül ment Rayhez 1981-ben, és Southfork egyik mezőjén éltek, abban a házban, amit Ray a saját két kezével épített meg. Miután Jock meghalt egy helikopterszerencsétlenségben Dél-Amerikában, Ray mély depresszióba esett: ivott, figyelmen kívül hagyta a feladatait Southforkban, és viszonya volt egy régi barátnőjével, Bonnie-val. Azonban ő és Donna házasok maradtak, és kibékültek.
Néhány év után, Donna és Ray úgy döntöttek, hogy megpróbálkoznak az olajüzlettel. Donna talált is olajat. Aztán később a házasságuk Ray-el hanyatlani kezdett, Donna bevallotta, hogy terhes. Az álomévadban Ray és Donna kibékültek. Miután Donna elvetélt, örökbefogadtak egy siket fiút, Tonyt. Az évad végén ugye kiderült, hogy minden csak Pamela álma volt, így Donna és Ray sem békültek ki igazából, és nem fogadtak örökbe egy fiút sem, és Donna nem vetélt el. 1987-ben elváltak, és Donna megszülte a lányukat, Margaret Krebbset, akit Ray elhunyt édesanyja után nevezett el. Donna ezután Washingtonba költözött, és feleségül ment Andrew Dowling szenátorhoz, így Rayjel elváltak az útjaik, és végül úgy döntöttek, hogy jó barátok maradnak mindörökké, és Donna megengedte Raynek, hogy bármikor láthatja a kislányát, amikor csak akarja.

## Fordítás
- Ez a szócikk részben vagy egészben  a   Donna Culver című angol Wikipédia-szócikk fordításán alapul.  Az eredeti cikk szerkesztőit annak laptörténete sorolja fel. Ez a jelzés csupán a megfogalmazás eredetét és a szerzői jogokat jelzi, nem szolgál a cikkben szereplő információk forrásmegjelöléseként.